# خوان آنتونی مورنو
خوان آنتونی مورنو (اسپانیایی: Joan Antoni Moreno‎؛ زادهٔ ۴ آوریل ۲۰۰۰) قایقران کانو اهل اسپانیا است.
وی در مسابقات کشوری و بین‌المللی در مجموع برندهٔ ۱ مدال برنز شده است.